# Georg Eppenstein

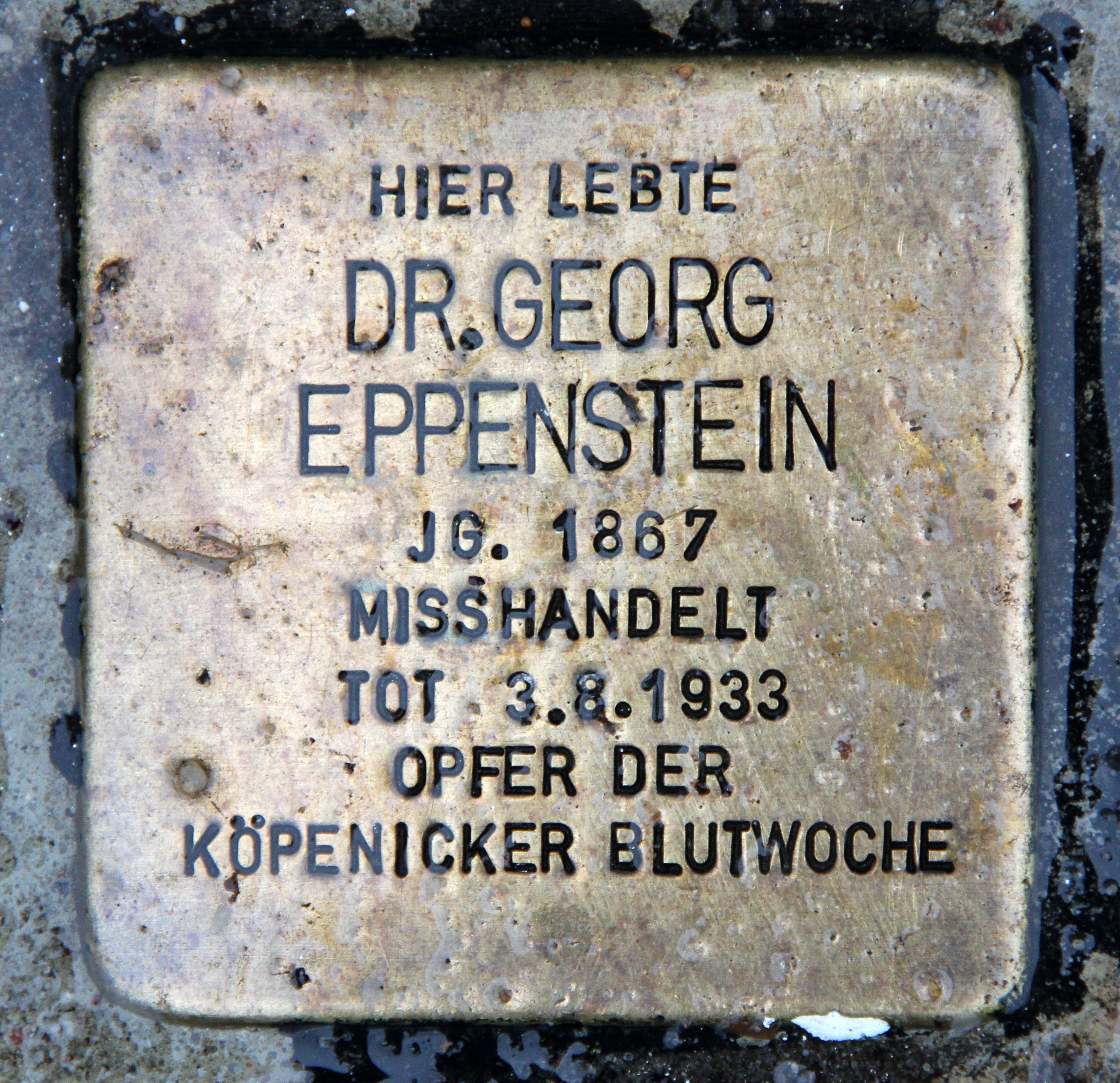
Stolperstein für Georg Eppenstein am Haus Salvador-Allende-Str. 43

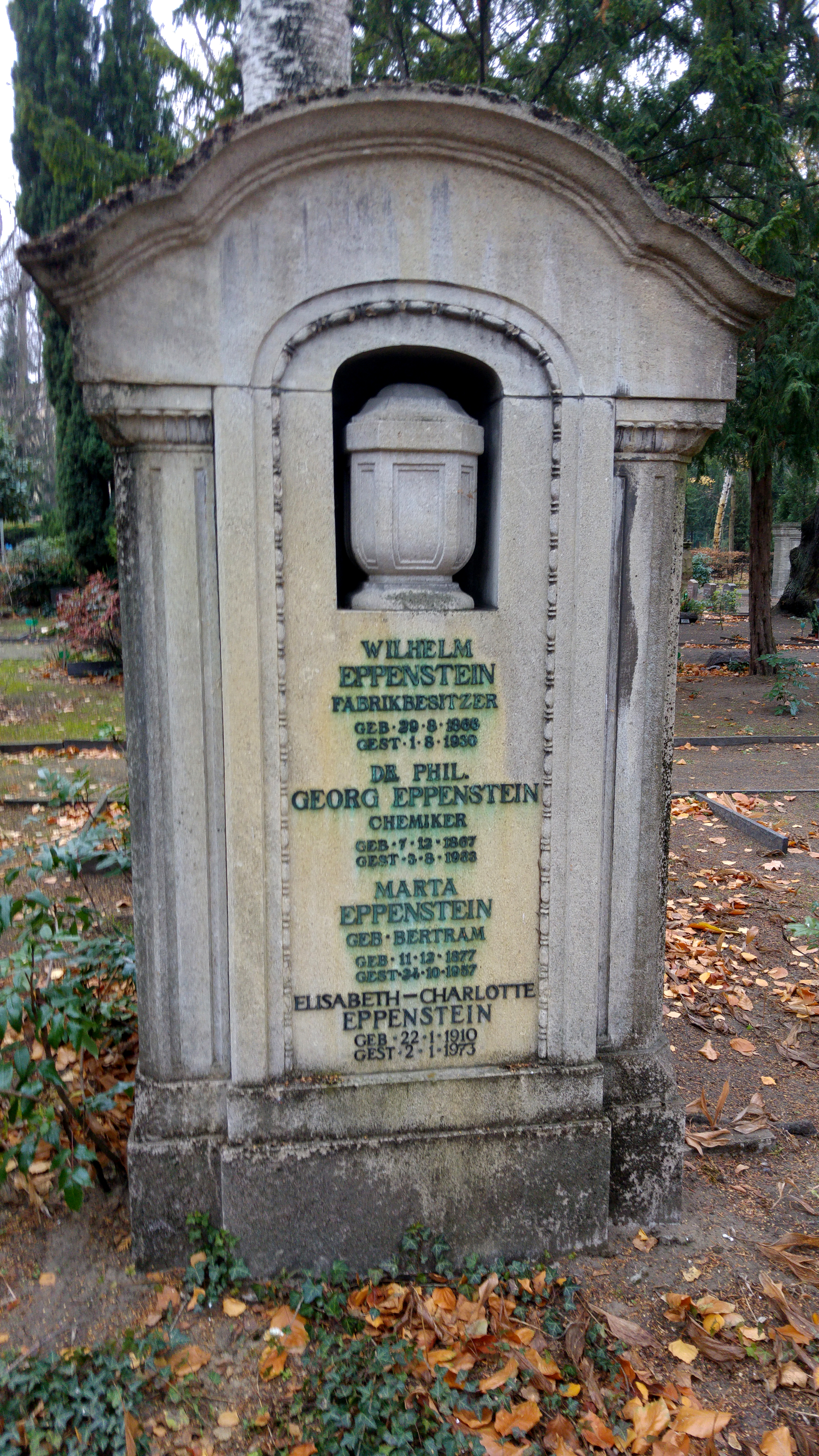
Grabstelle Urnenfriedhof Gerichtstraße, Berlin-Wedding, Feld G 3

Georg Eppenstein (geboren am 7. Dezember 1867 in Berlin-Nikolassee; gestorben am 3. August 1933 in Berlin) war ein deutscher Chemiker und Mordopfer der Köpenicker Blutwoche.

## Leben
Georg Eppenstein wurde 1867 in Berlin-Nikolassee als Sohn einer jüdischen Familie geboren. Er studierte Chemie an der Technischen Hochschule Berlin, Friedrich-Wilhelms-Universität Berlin und seit dem Wintersemester 1892 an der Universität Rostock. Dort promovierte er zum Dr. phil. 1902.
Er war seit 1927 Gesellschafter und Geschäftsführer der Firma Ruilos Knoblauch-Verwertungs-G.m.b.H.
Er wurde am 21. Juni 1933 von zwei SA-Männern verhaftet und im Sturmlokal „Demuth“ vom SA-Scharführer Gustav Erpel gefoltert und später in das Amtsgerichtsgefängnis Köpenick gebracht, wo die Folterungen fortgesetzt wurden. Seine Ehefrau Martha Eppenstein intervenierte wegen der Verhaftung ihres Ehemannes beim SA-Sturmbannführer Herbert Gehrke und erzwang die Freilassung ihres bereits vom Tode gezeichneten Mannes und dessen Überführung an die Charité. Der jüdische Arzt und Cousin Hans Hirschfeld betreute Eppenstein in seinen letzten Tagen. Er verstarb an den zugefügten Verletzungen am 3. August 1933 in der Charité. Seine Ermordung war eine der ersten antisemitisch motivierten Tötungen nach der Machtübernahme in Berlin.
Am 17. Mai 1949 berichtete seine Ehefrau Martha Eppenstein (gest. 1957) über ihren Ehemann in einer Zeugenaussage: „Ich erschrak, als ich ihn sah. Er war nicht wieder zu erkennen. Die Brille war weg, die Augen, der Kopf zerschlagen, das Nasenbein zertrümmert.“
Laut dem Urteil der 4. Großen Strafkammer in der Strafsache Plötzke u. a. (Köpenicker Blutwoche) 1933. Landgericht Berlin, Berlin 1950 wurde Gustav Erpel zum Tode verurteilt und am 20. Februar 1951 in Frankfurt (Oder) durch das Fallbeil hingerichtet.
Die Tochter Georg Eppensteins, Elisabeth-Charlotte Eppenstein (1910–1973), konnte als jüdischer „Mischling I. Grades“ ihr begonnenes Medizinstudium nicht beenden. Sie war nach dem Tode ihres Vaters stellvertretende Geschäftsführerin in der Firma Ruilos. Von Februar bis April 1944 wurde sie in die Wittenauer Heilanstalten eingewiesen. In den 1950er-Jahren kämpfte sie um ihre Anerkennung als politisch-rassisch Verfolgte.

## Dissertation
- Über Alkylarsenbenzoësäuren und einige Derivate. C. Boldt’sche Buchdruckerei, Rostock 1902. (Rostock, Phil. Diss. vom 28. Februar 1902)